# Paul Accola
Paul Accola detto Pauli (Davos, 20 febbraio 1967) è un ex sciatore alpino svizzero.
Sciatore polivalente, è stato uno degli atleti di punta della squadra elvetica degli anni novanta; nel suo palmarès vanta, tra l'altro, una medaglia olimpica, tre iridate, una Coppa del Mondo generale e una di specialità.
Fratello di Martina, a sua volta sciatrice alpina di alto livello, benché inizialmente portato per le specialità tecniche, con il proseguire della carriera si è dedicato principalmente alle gare veloci (discesa libera e supergigante) ottenendo peraltro le maggiori soddisfazioni in combinata e vincendo complessivamente sette gare in Coppa del Mondo.

## Biografia

### Stagioni 1985-1991
Accola debuttò in campo internazionale in occasione dei Mondiali juniores di Jasná 1985, dove vinse la medaglia d'argento nella combinata e quella di bronzo nello slalom speciale. In Coppa del Mondo ottenne il primo piazzamento di rilievo il 17 gennaio 1988 a Bad Kleinkirchheim in slalom speciale, piazzandosi 8º, e nella stessa stagione esordì ai Giochi olimpici invernali: a Calgary 1988 vinse la medaglia di bronzo nella combinata e non completò lo slalom speciale.
Il 6 dicembre 1988 a Sestriere salì per la prima volta sul podio in Coppa del Mondo (3º in slalom speciale); in seguito esordì ai Campionati mondiali nella rassegna iridata di Vail, dove vinse la medaglia d'argento nella combinata e si classificò 4º nello slalom speciale. Due anni dopo, ai Mondiali di Saalbach-Hinterglemm 1991, nelle medesime specialità fu rispettivamente 4º e 11º.

### Stagioni 1992-1993
Raggiunse l'apice della carriera in Coppa del Mondo nella stagione 1991-1992, durante la quale conquistò quattordici podi e tutte le sue sette vittorie, dalla prima nello slalom gigante di Breckenridge del 29 novembre all'ultima nel supergigante di Morioka del 1º marzo. A fine stagione risultò vincitore della Coppa del Mondo generale, con 337 punti di distacco sul secondo classificato Alberto Tomba, e quella di supergigante, con 133 punti di vantaggio su Marc Girardelli. Fu inoltre 2º nella classifica della Coppa del Mondo di slalom speciale e 3º in quella di slalom gigante, vinte entrambe da Tomba con un distacco rispettivamente di 232 e di 190 punti, e primo in quella di combinata (che all'epoca non prevedeva l'assegnazione di alcun trofeo), avendo vinto tutte le tre prove nella specialità disputate durante le stagione: le classiche combinate dell'Arlberg-Kandahar di Garmisch-Partenkirchen il 13 gennaio, dell'Hahnenkamm di Kitzbühel il 19 gennaio e del Lauberhorn di Wengen il 26 gennaio. Dopo quella stagione non riuscì più a chiudere tra i primi dieci nella classifica finale di Coppa del Mondo.
Sempre nello stesso anno partecipò ai XVI Giochi olimpici invernali di Albertville 1992, dove si classificò 10º nel supergigante, 4º nello slalom gigante, 6º nello slalom speciale, 21º nella combinata e non completò la discesa libera, mentre l'anno dopo ai Mondiali di Morioka fu 5º nello slalom speciale.

### Stagioni 1994-2005
Ai XVII Giochi olimpici invernali di Lillehammer 1994 si piazzò 14º nel supergigante, 19º nello slalom gigante, 19º nello slalom speciale e 6º nella combinata; ai Mondiali di Sierra Nevada 1996 fu 13º nello slalom gigante e 11º nella combinata e a quelli di Sestriere 1997 chiuse 5º nello slalom gigante, 18º nello slalom speciale e 6º nella combinata. 18º nel supergigante, 7º nello slalom gigante, 18º nello slalom speciale e fuori gara nella combinata ai XVIII Giochi olimpici invernali di Nagano 1998, l'anno dopo ai Mondiali di Vail/Beaver Creek tornò a medaglia in una rassegna internazionale con il bronzo nella combinata; si classificò inoltre 16º nella discesa libera, 5º nel supergigante, 4º nello slalom gigante e 9º nello slalom speciale.
Il 9 gennaio 2000 a Chamonix in combinata salì per l'ultima vota sul podio in Coppa del Mondo (3º); si congedò dalle rassegne iridate a Sankt Anton am Arlberg 2001, vincendo la medaglia di bronzo nella combinata e classificandosi 13º nel supergigante e 8º nello slalom gigante, e da quelle olimpiche a Salt Lake City 2002, dove fu 10º nel supergigante e 6º nella combinata. Continuò a gareggiare fino al termine della stagione 2004-2005; fu per l'ultima volta al cancelletto di partenza in Coppa del Mondo il 20 febbraio a Garmisch-Partenkirchen, quando fu 31º in supergigante, e si congedò dal Circo bianco in occasione di una gara FIS disputata a Pizol il 4 marzo.

## Palmarès

### Olimpiadi
- 1 medaglia:
  - 1 bronzo (combinata a Calgary 1988)

### Mondiali
- 3 medaglie:
  - 1 argento (combinata a Vail 1989)
  - 2 bronzi (combinata a Vail/Beaver Creek 1999; combinata a Sankt Anton am Arlberg 2001)

### Mondiali juniores
- 2 medaglie[2]:
  - 1 argento (combinata a Jasná 1985)
  - 1 bronzo (slalom speciale a Jasná 1985)

### Coppa del Mondo
- Vincitore della Coppa del Mondo nel 1992
- Vincitore della Coppa del Mondo di supergigante nel 1992
- Vincitore della classifica di combinata nel 1992[3]
- 26 podi:
  - 7 vittorie (2 in supergigante, 1 in slalom gigante, 1 in slalom speciale, 3 in combinata)
  - 9 secondi posti
  - 10 terzi posti

#### Coppa del Mondo - vittorie
| Data             | Località               | Paese       | Specialità |
| ---------------- | ---------------------- | ----------- | ---------- |
| 29 novembre 1991 | Breckenridge           | Stati Uniti | GS         |
| 30 novembre 1991 | Breckenridge           | Stati Uniti | SL         |
| 13 gennaio 1992  | Garmisch-Partenkirchen | Germania    | KB         |
| 19 gennaio 1992  | Kitzbühel              | Austria     | KB         |
| 26 gennaio 1992  | Wengen                 | Svizzera    | KB         |
| 1º febbraio 1992 | Megève                 | Francia     | SG         |
| 1º marzo 1992    | Morioka                | Giappone    | SG         |

Legenda:

SG = supergigante

GS = slalom gigante

SL = slalom speciale

KB = combinata

### South American Cup
- 1 podio:
  - 1 vittoria

#### South American Cup - vittorie
| Data           | Località              | Paese | Specialità |
| -------------- | --------------------- | ----- | ---------- |
| 27 agosto 1997 | Valle Nevado/La Parva | Cile  | DH         |

Legenda:

DH = discesa libera

### Campionati svizzeri
- 26 medaglie[4]:
- 16 ori[4] (combinata[senza fonte] nel 1987; combinata[senza fonte] nel 1989; slalom gigante, combinata[senza fonte] nel 1991, slalom gigante, combinata[senza fonte] nel 1993; combinata[senza fonte] nel 1994; combinata[senza fonte] nel 1996; supergigante[5], combinata[senza fonte] nel 1997; slalom speciale[5], combinata[senza fonte] nel 1998; discesa libera[5], supergigante[5], combinata[senza fonte] nel 1999; combinata[senza fonte] nel 2001)
- 5 argenti (slalom gigante nel 1996; supergigante, slalom gigante, combinata[senza fonte] nel 2000; supergigante nel 2001)[5]
- 5 bronzi (discesa libera, slalom speciale nel 1997; slalom gigante, slalom speciale nel 1999; slalom speciale nel 2000)[5]